# Trzy Kopce (Beskid Niski)
Trzy Kopce (696 m) – szczyt w Paśmie Magurskim w Beskidzie Niskim.
Leży w bocznym ramieniu, odgałęziającym się w kierunku północno-wschodnim od wschodniej części masywu Świerzowej, z którą łączy go głęboka i wąska przełączka (ok. 610 m). W kierunku północno-wschodnim Trzy Kopce łączą się przez szerokie, niskie siodło z masywem Bucznika (519 i 518 m), natomiast w kierunku wschodnim wysyłają niski grzbiet ze wzgórzami Walik (468 m) i Jeleń (501 m).
Wierzchołek wyraźny, ostry, natomiast sama góra rozciągnięta jest w osi północny zachód – południowy wschód. Stoki strome lub bardzo strome, słabo rozczłonkowane, jedynie zbocza północno-wschodnie w dolnej strefie rozcięte dolinkami drobnych cieków wodnych. Masyw w całości zalesiony.
Zbocza zachodnie i północne ogranicza głęboka, wąska dolina źródłowego toku Szczawy. W jej górnej części, dokładnie na zachód od szczytu Trzech Kopców, znajduje się Kaplica pod Trzema Kopcami z cudownym kamieniem, a obok niej cudowne źródełko.
Nazwa, dość często spotykana w polskich Beskidach, związana zapewne z faktem, że na szczycie góry spotykały się granice trzech wsi: Mrukowej, Brzezowej i Jaworza (w przeszłości każda gromada zwyczajowo ustawiała własne kopce graniczne).
Sam szczyt rzadko odwiedzany przez turystów, natomiast przełączka łącząca Trzy Kopce ze Świerzową jest węzłem znakowanych szlaków turystycznych.